# Giorgio Spavento
Giorgio Spavento, né au XVe siècle à Côme et mort le 17 avril 1509 à Venise, est un architecte italien.

## Biographie
Le nom de Spavento apparaît pour la première fois dans un document de 1486, en tant que protho des procurateurs de Saint-Marc. À ce titre, il fut chargé de conseiller les autorités vénitiennes et de diriger les travaux d'entretien et aménagements de la basilique Saint-Marc et des édifices proches de celle-ci. Il travailla ainsi à la salle des audiences (Sala dell'Udienza) du palais des doges et au palais de la Chancellerie entre 1507 et 1508.
En 1501, il présenta un projet pour le pont du Rialto, mais celui-ci ne fut pas retenu. En 1505, il fut impliqué dans la reconstruction du Fondaco dei Tedeschi. Si son projet initial fut également surclassé par celui d'un confrère, l'Allemand Hieronymus, il fut en revanche chargé de la direction du chantier avant de céder la place à Antonio Abbondi.
Nommé surintendant des quais en 1506, il dirigea la construction d'un môle à Malamocco. La même année, il commença la construction de son chef-d’œuvre, l'église San Salvador, achevée après sa mort par Tullio Lombardo.